# 菅野順吉
菅野 順吉（すがの じゅんきち、1931年4月22日 - 2013年5月9日）は、日本の編集技師。福島県出身。

## 人物・来歴
子どもの頃より映画界に憧れるものの映画会社に欠員がなく、5年間小学校助教諭として過ごす。1955年に大映に努めていた兄2人を頼って上京し、念願だった大映東京撮影所に入社、編集部に配属される。編集助手として多くの映画に関わるが、数年で大映を辞し書籍の輸入販売会社で働く。その後、私淑する編集技師の辻井正則からの誘いを受けて、師とともに大映・東宝・松竹・日活・東映等の映画の編集に携わり、編集の技術について学ぶ。辻井正則の作る松原映画に参画する。
1966年、テレビドラマ『有料道路』でフリーの編集技師となる。1970年に、『仮面ライダー』に参加。以後、2000本を超えるドラマの編集を手がける。主として仮面ライダーシリーズやメタルヒーローシリーズなど東映の制作するテレビドラマの編集に携わる。太田義則・長田直樹・平澤政吾・深野俊英・田熊純など多くの編集技師の師となる。『燃えろ!!ロボコン』を最後に引退。フリーの編集技師グループ「シネ・アルファ」の代表を務めたのち、2013年に82歳で死去。
元日本映画編集協会会員。元映画人九条の会会員。

## 作風・エピソード
- 編集にあたっては、フィルムをスクリプトシートに従って順に繋ぐ粗編作業を行わず、各監督の個性に合わせながら自己流でフィルムを繋いでいる[1]。ある監督は、菅野の繋いだフィルムが自身の考えとは違っていたが、ちゃんと繋がっていて納得させられたことから、菅野を「映像の詐欺師」と称したという[1]。
- 『仮面ライダー』では、攻撃が当たる瞬間を抜いてスピーディーに見せる手法や、別アングルで撮った同じアクションを繰り返して動く手法など、独特のテンポ感を生み出し定着させていった[1]。菅野は、自身が編み出したのではなく先人が培ってきたものを応用しただけであるとしている[1]。
  - 第1話では、竹本弘一の組が撮ったフィルムが30分番組でありながら60分近くの素材があり、竹本から特に指示もなかった[1][2]。菅野は細かくカットしていたのでは尺に収まらないため、アクションの間を抜くという編集を行った[1]。
- 『仮面ライダーアマゾン』では菅野は多忙のため担当を外れていたが、オープニングを演出した塚田正煕はそのことを知らず、菅野に任せるため撮りっぱなしにしていたことを後悔したという[6]。

## 主な編集作品

### 映画
- 魔性の女（1968年公開） - 松原映画名義
- 仮面ライダーシリーズ
  - ゴーゴー仮面ライダー（1971年公開）
  - 仮面ライダー対ショッカー（1972年公開）
  - 仮面ライダー対じごく大使（1972年公開）
  - 仮面ライダーV3対デストロン怪人（1973年公開）
  - 五人ライダー対キングダーク（1974年公開）
  - 仮面ライダースーパー1（1981年公開）
  - 仮面ライダーBLACK（1988年公開）
  - 仮面ライダーBLACK 恐怖！悪魔峠の怪人館（1988年公開）
  - 仮面ライダーZO（1993年公開）
  - 仮面ライダーJ（1994年公開）
- 超人バロム・1 魔人アリゲルゲと13のドルゲ魔人（1972年公開）
- スーパー戦隊シリーズ
  - 秘密戦隊ゴレンジャー 爆弾ハリケーン（1976年公開）
  - ジャッカー電撃隊VSゴレンジャー（1978年公開）
- 大鉄人17 空中戦艦（1977年公開）
- 真紅な動輪（1982年公開）
- あいつとララバイ（1983年公開）
- メタルヒーローシリーズ
  - 宇宙刑事シャイダー（1984年公開）
  - 宇宙刑事シャイダー 追跡！しぎしぎ誘拐団（1984年公開）
  - 超人機メタルダー（1987年公開）
  - 機動刑事ジバン（1989年公開）
  - 特捜ロボ ジャンパーソン（1993年公開）
  - ブルースワット（1994年公開）
  - 重甲ビーファイター（1995年公開）
- 人造人間ハカイダー（1995年公開）

### テレビドラマ
- 丸出だめ夫
- キャプテンウルトラ
- マコ!愛してるゥ
- 仮面ライダーシリーズ
  - 仮面ライダー
  - 仮面ライダーV3
  - 仮面ライダーX
  - 仮面ライダーアマゾン
  - 仮面ライダーストロンガー
  - 仮面ライダー (スカイライダー)
  - 仮面ライダースーパー1
  - 10号誕生!仮面ライダー全員集合!!
  - 仮面ライダーBLACK
  - 仮面ライダーBLACK RX
- 刑事くん
- 好き! すき!! 魔女先生
- 超人バロム・1
- 変身忍者 嵐
- どっこい大作
- アイフル大作戦
- イナズマン
  - イナズマンF
- バーディ大作戦
- プレイガールQ
- スーパー戦隊シリーズ
  - 秘密戦隊ゴレンジャー
  - ジャッカー電撃隊
  - 電磁戦隊メガレンジャー
- アクマイザー3
- 宇宙鉄人キョーダイン
- 大鉄人17
- 透明ドリちゃん
- 消えた巨人軍
- スパイダーマン (東映)
- 野性の証明
- 花よめは16歳
- 生徒諸君!
- 木曜ゴールデンドラマ「人喰熊史上最大の惨劇 羆嵐」
- メタルヒーローシリーズ
  - 宇宙刑事ギャバン
  - 宇宙刑事シャリバン
  - 宇宙刑事シャイダー
  - 巨獣特捜ジャスピオン
  - 時空戦士スピルバン
  - 超人機メタルダー
  - 世界忍者戦ジライヤ
  - 機動刑事ジバン
  - 特警ウインスペクター
  - 特救指令ソルブレイン
  - 特捜エクシードラフト
  - 特捜ロボ ジャンパーソン
  - ブルースワット
  - ビーファイターカブト
  - ビーロボカブタック
  - テツワン探偵ロボタック
- ハウスこども傑作シリーズ
- Gメン'82
- 胸キュン探偵団
- 妻は告白する
- 星雲仮面マシンマン
- 子連れ狼
- 兄弟拳バイクロッサー
- その時、妻は
- ゲゲゲの鬼太郎
- 燃えろ!!ロボコン

### テレビアニメ
- 宇宙空母ブルーノア

### オリジナルビデオ
- ビジネス最前線
- 真・仮面ライダー 序章
- ウルトラマンVS仮面ライダー
- ビーロボカブタック クリスマス大決戦!!
- テツワン探偵ロボタック&カブタック 不思議の国の大冒険
- 燃えろ!!ロボコンVSがんばれ!!ロボコン